# خوسيه ميليتون شافيز
خوسيه ميليتون شافيز (2 يوليو 1957 - 25 مايو 2021) كان أسقفًا أرجنتينيًا كاثوليكيًا.

## السيرة الشخصية
وُلد شافيز في الأرجنتين ورُسم في الكهنوت عام 1985. شغل منصب أسقف أبرشية الروم الكاثوليك في أناتويا، الأرجنتين من 2015 إلى 2019. ثم شغل منصب مساعد أسقف أبرشية الروم الكاثوليك في كونسبسيون، الأرجنتين من 2019 إلى 2020 وكأسقف للأبرشية من 2020 حتى وفاته من كوفيد 19 في عام 2021.